# Улица Гаяза Исхаки (Казань)
Улица Гаяза Исхаки (тат. Гаяз Исхакый урамы, Ğayaz İsxaqıy uramı) — улица в историческом центре Казани. Названа в честь деятеля татарского национального движения и писателя Гаяза Исхаки.

## География
Начинаясь от улицы Рустема Яхина, пересекает улицы Чернышевского и Тази Гиззата и заканчивается у Колхозного рынка. Ближайшие параллельные улицы: Московская и Бурхана Шахиди.

## История
Улица возникла на территории исторических районов Рогожинская слобода и Ямская слобода, её первое известное название — Варламовская улица, по одноимённой церкви, располагавшейся на месте Колхозного рынка. Также улица называлась Поперечно-Варламовской.
Во второй половине 1920-х годов переименована в улицу Володарского в честь революционера Моисея Гольдштейна, известного под псевдонимом «Володарский», а постановлением главы администрации Казани № 1673 от 16 июля 2005 года улице было присвоено современное название.
До революции 1917 года административно относилась ко 2-й полицейской части. После введения в городе районного деления входила в состав Сталинского, Дзержинского, Бауманского и Вахитовского (с 1994 года) районов.

## Примечательные объекты
- № 1 — жилой дом Казанской железной дороги (1959 год).[15]
- № 7 — жилой дом, XVIII век (незаконно снесён в 2010 году).[16]
- № 8 — жилой дом Казанской железной дороги на 50 квартир (1956 год, архитектор Ахмет Субаев).[17][18]
- № 14/36 — здание управления Казанской железной дороги (1940, арх. Г. Спиридонов).
- № 15 — дом Пискунова, 1858 год.[19]

В середине XX века на улице располагались литейный цех завода пишущих машинок им. Агамалы-Оглы, артель «Жилремонт», затем промкомбинат Дзержинского района (оба — дом № 16), республиканская контора треста «Сельхозснабжение» (№ 8), учреждения Казанской железной дороги (контора треста «Трансторгпит», отдел рабочего снабжения начальника отделения дороги — оба в доме № 2), учреждения Министерства сельского хозяйства Татарской АССР (управление материально-технического снабжения и транспортная контора), перевалочные базы и гаражи.

## Транспорт
По улице проходят автобусы № 23 и 56, однако непосредственно на улице они не останавливаются. Ближайшие автобусные остановки: «Яхина» на одноимённой улице, «Железнодорожный вокзал» на улице Бурхана Шахиди. Ближайшая трамвайная остановка — «Железнодорожный вокзал» на улице Саид-Галеева.

### Троллейбус
Троллейбусная линия была построена на участке между улицами Яхина и Чернышевского была построена в 1990-е годы и демонтирована в 2016 году. Через неё почти всё время её существования проходил кольцевой маршрут № 4. Позднее к нему добавились маршрут № 1 («улица Ленинградская» — «площадь Тукая») и на короткое время № 18 («железнодорожный вокзал» — «улица Халитова»).